# Morti nel 1997/Luglio
| Questa pagina contiene informazioni ricavate automaticamente dalle voci biografiche con l'ausilio del template Bio e di un bot. L'aggiornamento è periodico e automatico e ricostruisce completamente la pagina. Se manca una persona in questa lista, sei pregato di non aggiungerla, ma accertati piuttosto che la sua voce biografica contenga il template Bio e che i dati anagrafici siano correttamente compilati. Se il template Bio manca, inseriscilo tu stesso o, in alternativa, metti l'avviso {{tmp\|Bio}} che ne segnala la mancanza. Se i dati riportati sono sbagliati, correggi direttamente la voce biografica; le modifiche saranno visibili in questa lista entro pochi giorni. Per chiarimenti vedi il progetto biografie. La lista contiene solo le 97 persone che sono citate nell'enciclopedia e per le quali è stato implementato correttamente il template Bio. Pagina aggiornata al 3 mar 2024. |

- 1º luglio - Annie Fratellini, circense, attrice e musicista francese (n. 1932)
- 1º luglio - Joshua Hassan, politico britannico (n. 1915)
- 1º luglio - Robert Mitchum, attore statunitense (n. 1917)
- 2 luglio - Alberto Briganti, generale e aviatore italiano (n. 1896)
- 2 luglio - James Stewart, attore statunitense (n. 1908)
- 3 luglio - Tito Carpi, sceneggiatore italiano (n. 1925)
- 3 luglio - Chiquito, attore, poeta e regista filippino (n. 1928)
- 3 luglio - Stanley Stanczyk, sollevatore statunitense (n. 1925)
- 4 luglio - Miguel Najdorf, scacchista polacco (n. 1910)
- 4 luglio - John Zachary Young, zoologo e neurofisiologo inglese (n. 1907)
- 5 luglio - Herm Schuessler, cestista statunitense (n. 1914)
- 6 luglio - Chetan Anand, regista indiano (n. 1915)
- 6 luglio - Nicola Iuppariello, pittore italiano (n. 1917)
- 6 luglio - Gene James, cestista e allenatore di pallacanestro statunitense (n. 1925)
- 6 luglio - Michele Pepe, fumettista italiano (n. 1946)
- 6 luglio - William Reynolds, montatore statunitense (n. 1910)
- 7 luglio - Francesco Albani, ciclista su strada italiano (n. 1912)
- 7 luglio - Mate Boban, politico e economista croato (n. 1940)
- 7 luglio - Amado Carrillo Fuentes, criminale messicano (n. 1956)
- 7 luglio - Alfons De Winter, allenatore di calcio e calciatore belga (n. 1908)
- 7 luglio - Raffaele Dolfato, rugbista a 15 e imprenditore italiano (n. 1962)
- 7 luglio - Jean Luciano, calciatore francese (n. 1921)
- 8 luglio - Dick van Dijk, calciatore olandese (n. 1946)
- 8 luglio - Fede Arnaud, sceneggiatrice e direttrice del doppiaggio italiana (n. 1920)
- 8 luglio - Eriprando Poggipollini, arbitro di calcio italiano (n. 1908)
- 8 luglio - Anatolij Šul'ženko, calciatore sovietico (n. 1945)
- 9 luglio - Carol Forman, attrice statunitense (n. 1919)
- 9 luglio - Aurelio Ramón González, calciatore e allenatore di calcio paraguaiano (n. 1905)
- 9 luglio - José Puig Puig, calciatore spagnolo (n. 1922)
- 10 luglio - Ivor Allchurch, calciatore gallese (n. 1929)
- 10 luglio - Mario Dolcher, matematico italiano (n. 1920)
- 11 luglio - Antonio Rigorini, grafico e pittore italiano (n. 1909)
- 12 luglio - Pietro Buscaglia, calciatore italiano (n. 1911)
- 12 luglio - François Furet, storico francese (n. 1927)
- 12 luglio - Guelfo Enrico di Hannover, principe tedesco (n. 1923)
- 12 luglio - Douglas Huebler, artista statunitense (n. 1924)
- 12 luglio - Jean Varenne, orientalista, storico delle religioni e indologo francese (n. 1926)
- 12 luglio - Miroslav Wiecek, calciatore cecoslovacco (n. 1931)
- 13 luglio - Miguel Ángel Blanco, politico spagnolo (n. 1968)
- 13 luglio - Aleksandra Dionis'evna Danilova, ballerina e docente russa (n. 1903)
- 13 luglio - Ekaterina Kalinchuk, ginnasta sovietica (n. 1922)
- 13 luglio - Edi Rada, pattinatore artistico su ghiaccio austriaco (n. 1922)
- 13 luglio - Cesare Sermenghi, poeta, commediografo e saggista italiano (n. 1918)
- 14 luglio - Hilda Watson, politica canadese (n. 1922)
- 15 luglio - Eve Greene, sceneggiatrice statunitense (n. 1906)
- 15 luglio - José Guerra Campos, vescovo cattolico spagnolo (n. 1920)
- 15 luglio - Justinas Lagunavičius, cestista sovietico (n. 1924)
- 15 luglio - Gianni Versace, stilista e imprenditore italiano (n. 1946)
- 16 luglio - Dora Maar, fotografa, poetessa e pittrice francese (n. 1907)
- 17 luglio - Bianco Bianchi, pistard e ciclista su strada italiano (n. 1917)
- 17 luglio - Efrem Ferrari, architetto italiano (n. 1910)
- 17 luglio - Hugo Gunckel Lüer, naturalista e botanico cileno (n. 1901)
- 18 luglio - Oddvar Richardsen, calciatore norvegese (n. 1937)
- 18 luglio - Eugene Shoemaker, geologo statunitense (n. 1928)
- 19 luglio - Lino Del Fra, regista e sceneggiatore italiano (n. 1927)
- 19 luglio - Hector Gervais, giocatore di curling canadese (n. 1934)
- 20 luglio - Arshi Pipa, filosofo, scrittore e poeta albanese (n. 1920)
- 20 luglio - Hussain Jabbar Zadegan, cestista iraniano
- 21 luglio - Sjaak Alberts, calciatore olandese (n. 1926)
- 21 luglio - Vincenzo Binetti, politico e magistrato italiano (n. 1937)
- 22 luglio - János Mogyorósy-Klencs, ginnasta ungherese (n. 1922)
- 22 luglio - Fritz Scheller, ciclista su strada tedesco (n. 1914)
- 22 luglio - Alf Svendsrud, calciatore norvegese (n. 1922)
- 23 luglio - Walter Behrendt, politico tedesco (n. 1914)
- 23 luglio - Andrew Cunanan, serial killer statunitense (n. 1969)
- 23 luglio - Dequinha, calciatore e allenatore di calcio brasiliano (n. 1928)
- 23 luglio - Chuhei Nambu, triplista e lunghista giapponese (n. 1904)
- 23 luglio - Joseph O'Dell, criminale statunitense (n. 1941)
- 23 luglio - Simon Pierre Tchoungui, politico camerunese (n. 1916)
- 23 luglio - David Warbeck, attore neozelandese (n. 1941)
- 24 luglio - William Brennan, giudice statunitense (n. 1906)
- 24 luglio - Ignazio Caruso, politico italiano (n. 1916)
- 24 luglio - Brian Glover, attore, wrestler e insegnante inglese (n. 1934)
- 24 luglio - Saw Maung, generale e politico birmano (n. 1928)
- 24 luglio - Frank Parker, tennista statunitense (n. 1916)
- 25 luglio - Natallja Arsenneva, poetessa, traduttrice e drammaturga bielorussa (n. 1903)
- 25 luglio - Gaetano Di Leo, politico e avvocato italiano (n. 1905)
- 25 luglio - Ben Hogan, golfista statunitense (n. 1912)
- 26 luglio - Rolf Julin, pallanuotista svedese (n. 1918)
- 26 luglio - Kunihiko Kodaira, matematico giapponese (n. 1915)
- 26 luglio - Jaime Milans del Bosch, generale e criminale spagnolo (n. 1915)
- 26 luglio - Pietro Vecellio, politico italiano (n. 1900)
- 27 luglio - Vittorio Enzo Alfieri, filosofo e antifascista italiano (n. 1906)
- 27 luglio - Ezio Maria Caserta, regista teatrale, drammaturgo e poeta italiano (n. 1938)
- 27 luglio - Helmuth Dörner, militare tedesco (n. 1945)
- 27 luglio - Karl Kreutz, militare tedesco (n. 1909)
- 28 luglio - Rosalie Crutchley, attrice britannica (n. 1920)
- 28 luglio - Seni Pramoj, politico, giurista e avvocato thailandese (n. 1905)
- 29 luglio - John Archer, velocista britannico (n. 1921)
- 30 luglio - Giuseppe Anedda, musicista e mandolinista italiano (n. 1912)
- 30 luglio - Vincenzo Bendinelli, pittore e poeta italiano (n. 1931)
- 30 luglio - Vittoria Ceriana Mayneri, cestista italiana (n. 1915)
- 30 luglio - Bảo Đại, imperatore e politico vietnamita (n. 1913)
- 31 luglio - Felice Mariani, calciatore e allenatore di calcio italiano (n. 1918)
- 31 luglio - Giuseppe Matarrese, politico italiano (n. 1926)
- 31 luglio - Leonida Rosino, astronomo italiano (n. 1915)
- 31 luglio - Frans Schoubben, ciclista su strada belga (n. 1933)